# Área metropolitana de Berna

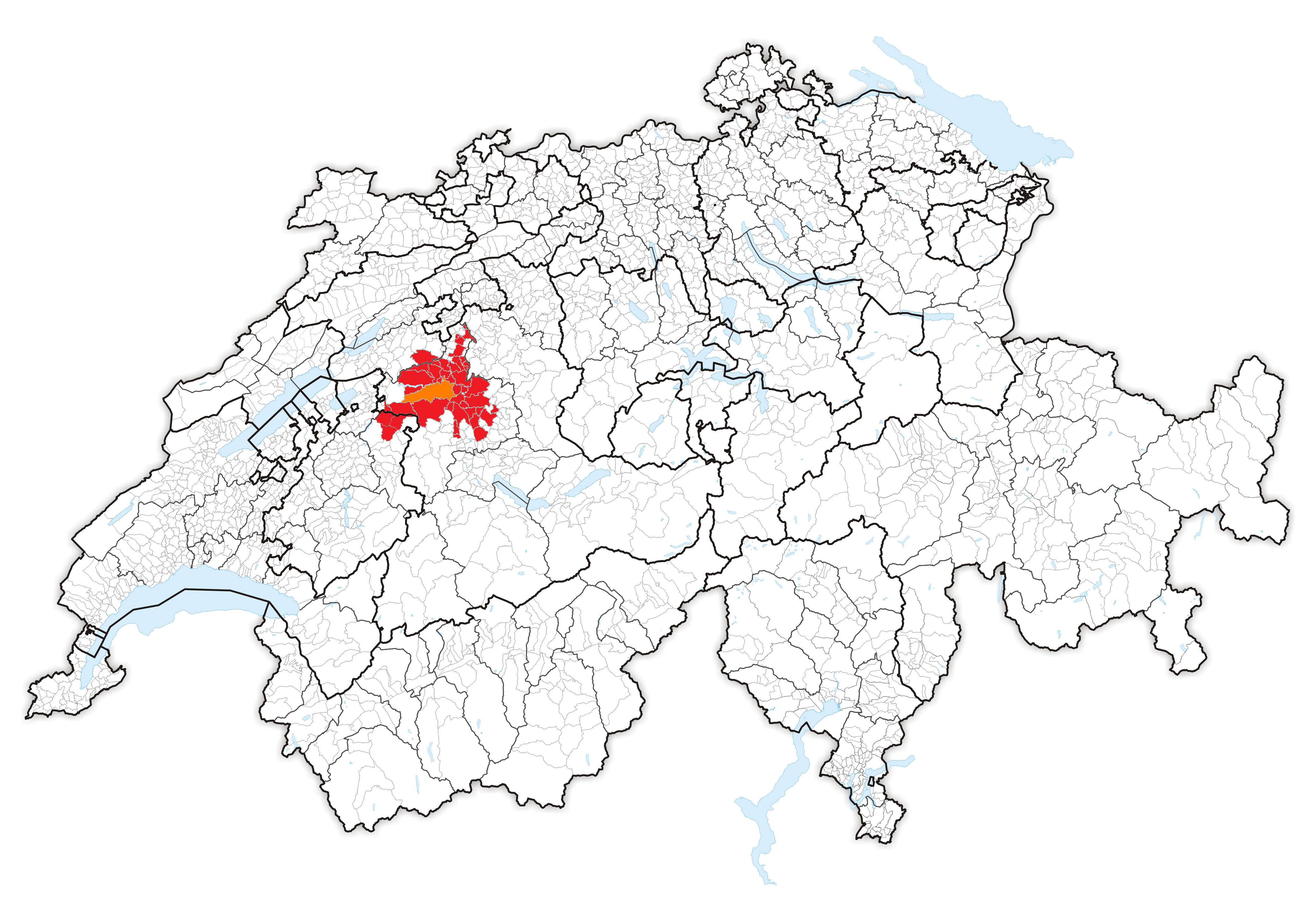
La Aglomeración bernesa en Suiza.

El área metropolitana de Berna consiste en la ciudad de Berna y en una serie de localidades menores del cantón de Berna y en menor parte del cantón de Friburgo.
En total, el área metropolitana de Berna se extiende por una superficie de 440 km² y cuenta con una población de 350.000 habitantes.

## Composición
El área metropolitana de Berna se compone de la ciudad de Berna y de 42 otras pequeñas ciudades y comunas ubicadas a su alrededor (entre las que destacan las ciudades de Köniz, Ostermundigen y Muri bei Bern), como se muestra en la tabla siguiente.
| Distrito                     | Comuna                | Superficie (en km²) | Población 2014      |
| ---------------------------- | --------------------- | ------------------- | ------------------- |
| Cantón de Berna              |                       |                     |                     |
| —                            | Berna                 | 51,6                | 130 015             |
| Distrito de Berna-Mittelland | Allmendingen bei Bern | 3,8                 | 553                 |
| Distrito de Berna-Mittelland | Bäriswil              | 2,8                 | 1037                |
| Distrito de Berna-Mittelland | Belp                  | 17,6                | 11 466              |
| Distrito de Berna-Mittelland | Bolligen              | 16,6                | 6053                |
| Distrito de Berna-Mittelland | Bremgarten bei Bern   | 1,9                 | 4353                |
| Distrito de Berna-Mittelland | Diemerswil            | 2,8                 | 200                 |
| Distrito de Berna-Mittelland | Fraubrunnen           | 7,7                 | 4867                |
| Distrito de Berna-Mittelland | Frauenkappelen        | 9,3                 | 1206                |
| Distrito de Berna-Mittelland | Grafenried            | 4,7                 | Parámetro no válido |
| Distrito de Berna-Mittelland | Grosshöchstetten      | 3,4                 | 3503                |
| Distrito de Berna-Mittelland | Ittigen               | 4,2                 | 11 250              |
| Distrito de Berna-Mittelland | Jegenstorf            | 8,9                 | 5502                |
| Distrito de Berna-Mittelland | Kaufdorf              | 2,1                 | 1039                |
| Distrito de Berna-Mittelland | Kehrsatz              | 4,4                 | 4210                |
| Distrito de Berna-Mittelland | Kirchlindach          | 11,9                | 2900                |
| Distrito de Berna-Mittelland | Köniz                 | 51,1                | 39 998              |
| Distrito de Berna-Mittelland | Konolfingen           | 12,8                | 5054                |
| Distrito de Berna-Mittelland | Laupen                | 4,1                 | 2930                |
| Distrito de Berna-Mittelland | Mattstetten           | 3,8                 | 556                 |
| Distrito de Berna-Mittelland | Meikirch              | 10,3                | 2397                |
| Distrito de Berna-Mittelland | Moosseedorf           | 6,3                 | 3967                |
| Distrito de Berna-Mittelland | Münchenbuchsee        | 8,9                 | 9871                |
| Distrito de Berna-Mittelland | Münsingen             | 8,5                 | 11 646              |
| Distrito de Berna-Mittelland | Muri bei Bern         | 7,7                 | 12 967              |
| Distrito de Berna-Mittelland | Neuenegg              | 22,0                | 4948                |
| Distrito de Berna-Mittelland | Ostermundigen         | 6,0                 | 16 694              |
| Distrito de Berna-Mittelland | Rubigen               | 7,0                 | 2921                |
| Distrito de Berna-Mittelland | Schalunen             | 1,4                 | Parámetro no válido |
| Distrito de Berna-Mittelland | Stettlen              | 3,6                 | 3005                |
| Distrito de Berna-Mittelland | Toffen                | 4,9                 | 2536                |
| Distrito de Berna-Mittelland | Trimstein             | 3,6                 | Parámetro no válido |
| Distrito de Berna-Mittelland | Urtenen-Schönbühl     | 7,2                 | 6180                |
| Distrito de Berna-Mittelland | Vechigen              | 24,8                | 5075                |
| Distrito de Berna-Mittelland | Wichtrach             | 11,6                | 4107                |
| Distrito de Berna-Mittelland | Wohlen bei Bern       | 36,3                | 9011                |
| Distrito de Berna-Mittelland | Worb                  | 21,0                | 11 423              |
| Distrito de Berna-Mittelland | Zollikofen            | 5,4                 | 10 097              |
| Distrito del Seeland         | Schüpfen              | 19,8                | 3680                |
| Cantón de Friburgo           |                       |                     |                     |
| Distrito de Sense            | Bösingen              | 14,34               | 3381                |
| Distrito de Sense            | Schmitten             | 13,5                | 4040                |
| Distrito de Sense            | Wünnewil-Flamatt      | 13,23               | 5455                |
| TOTAL                        | TOTAL                 | 440,00              | 350.792             |